# Кубок Молдови з футболу 2022—2023
Кубок Молдови з футболу 2022–2023 — 32-й розіграш кубкового футбольного турніру в Молдові. Титул захистив Шериф.

## Календар
| Раунд            | Дата                               | Матчі | Клуби   |
| ---------------- | ---------------------------------- | ----- | ------- |
| Попередній раунд | 17 серпня 2022                     | 4     | 44 → 40 |
| Перший раунд     | 30 серпня – 7 вересня 2022         | 16    | 40 → 24 |
| Другий раунд     | 14 вересня 2022                    | 8     | 24 → 16 |
| 1/8 фіналу       | 18–19 жовтня 2022                  | 8     | 16 → 8  |
| 1/4 фіналу       | 4–5 березня 2023 – 5–6 квітня 2023 | 8     | 8 → 4   |
| 1/2 фіналу       | 25 квітня – 3 травня 2023          | 4     | 4 → 2   |
| Фінал            | 28 травня 2023                     | 1     | 2 → 1   |

## 1/8 фіналу
| Команда 1               | Рахунок      | Команда 2             |
| ----------------------- | ------------ | --------------------- |
| 18 жовтня 2022          |              |                       |
| Іскра (Рибниця) (3)     | 0:7          | Дачія (Буюкань)       |
| Локомотива (Окниця) (3) | 0:2          | Мілсамі               |
| Ла Фамілія (3)          | 0:5 дч       | Сфинтул Георге        |
| Динамо-Авто (Тирасполь) | 0:2 дч       | Універ-Огузспорт (3)  |
| 19 жовтня 2022          |              |                       |
| Флорешти (2)            | 2:2 пен. 2:4 | Петрокуб              |
| Сперанца (Дрокія) (2)   | 0:6          | Шериф                 |
| Зімбру                  | 3:0          | Вікторія (Бардар) (2) |
| Бєльці                  | 4:0          | Стеучень (3)          |

## 1/4 фіналу
| Команда 1       | Заг.         | Команда 2            | 1-й матч | 2-й матч |
| --------------- | ------------ | -------------------- | -------- | -------- |
| Дачія (Буюкань) | 1:6          | Шериф                | 0:3      | 1:3      |
| Мілсамі         | 1:6          | Петрокуб             | 0:3      | 1:3      |
| Сфинтул Георге  | 3:3 пен. 7:6 | Зімбру               | 0:0      | 3:3      |
| Бєльці          | 9:1          | Універ-Огузспорт (3) | 5:0      | 4:1      |

## 1/2 фіналу
| Команда 1 | Заг. | Команда 2      | 1-й матч | 2-й матч |
| --------- | ---- | -------------- | -------- | -------- |
| Петрокуб  | 0:3  | Шериф          | 0:2      | 0:1      |
| Бєльці    | 3:2  | Сфинтул Георге | 0:1      | 3:1 дч   |

## Фінал
| 28 травня 2023 20:00 EEST |

| Бєльці                                                                            | 0–0      | Шериф                                                                 |
| --------------------------------------------------------------------------------- | -------- | --------------------------------------------------------------------- |
|                                                                                   | Протокол |                                                                       |
|                                                                                   | Пенальті |                                                                       |
| - Нягу - Моцпан - Руснак - Фуртуне - Рандримбололона - Кожокарь - Яковлєв - Тайра | 6:7      | - Бадоло - Атімвен - Гедеш - Кікі - Тамбеду - Лопес - Радельїч - Діоп |

| Міський, Хинчешти Глядачів: 1 185 Арбітр: Петру Стоянов |